# Římskokatolická farnost Chlum u Třebíče
Římskokatolická farnost Chlum u Třebíče je územní společenství římských katolíků v Chlumu, s farním kostelem sv. Václava.

## Území farnosti
Do farnosti náleží území těchto obcí:
- Chlum s kostelem sv. Václava,
- Číchov,
- Horní Smrčné,
- Kouty,
- Radošov.

## Duchovní správci
Současným farářem je od 15. listopadu 2012 Mgr. Stanislav Tvarůžek.

## Bohoslužby
| Kostel             | Místo           | Bohoslužba                        | Bohoslužba       | Poznámka     |
| ------------------ | --------------- | --------------------------------- | ---------------- | ------------ |
| Kostel sv. Václava | Chlum u Třebíče | neděle úterý čtvrtek pátek sobota | 10.00 16.00 7.30 | farní kostel |